# Libri Carolini
De Libri Carolini oftewel karolijnse boeken zijn documenten die op bevel van Karel de Grote in de 8e eeuw zijn samengesteld, waarschijnlijk rond 791, in het kader van de theologische strijd tussen Byzantium en het Frankische rijk over de verering van afbeeldingen waarover verschillende synodes uitspraken hadden gedaan. Een van de auteurs zou Theodulf van Orléans geweest zijn, theoloog en adviseur van Karel de Grote.
De moderne editie van deze tekst door Ann Freeman en Payl Meyvaert (Hannover 1998) draagt de titel Opus Caroli regis contra synodum.